# Pascal (navn)
 For alternative betydninger, se Pascal. (Se også artikler, som begynder med Pascal)
Pascal eller Pasquale er et drengenavn, der oprindeligt kommer fra de jødisk-talende lande, afledt af Pesach, derefter kom det via det græske sprog i form af "Pashalis" eller "Paschal", og  bruges nu hovedsagelig i romanske lande og i Grækenland.
Navnet betyder oversat til dansk 'født i påsken'. Navnet kan også anvendes som efternavn.
Den feminine form af Pascal er Pascale.
Andre varianter af navnet:
- Paschal
- Pascha
- Pasquale
- Pasqual
- Pascual
- Pascoe
- Pasco

## Kendte personer med navnet

### Fornavn
- Pascal Chimbonda en fransk fodboldspiller,
- Pascal Couchepin en schweizisk politiker
- Pascal Hens en tysk håndboldspiller
- Pascal Yoadimnadji en tidligere regeringschef i Tchad
- Pascal Lamy er generaldirektør for Verdenshandelsorganisationen (WTO)
- Pascal Cygan en fransk fodboldspiller
- Pascal Cervo en fransk skuespiller
- Pascal Renier en tidligere belgisk fodboldspiller,
- Pascal Mercier en filosof og forfatter fra Schweiz.
- Felice Pasquale Bacciocchi en tidligere fransk officer
- Pasquale Acquaviva d'Aragona en tidligere katolske kardinal
- Pascual Pérez en tidligere argentinsk bokser

### Efternavn
- Blaise Pascal en fransk matematiker og fysiker
- Jean Pascal en haitiansk-canadisk professionel bokser
- Jean-Claude Pascal en tidligere fransk musiker og skuespiller.
- Jon Bru Pascal en spansk professionel cykelrytter
- Alain Marie Pascal Prost en tidligere fransk racerkører
- Muhammad Ali Pasha en tidligere vicekonge af Egypten
- Virginia Ruano Pascual en professionel tennisspiller fra Spanien

## Navnet anvendt i fiktion
- Olivo e Pasquale  en romantisk komisk opera af Gaetano Donizetti